# Max Weber-Gesamtausgabe

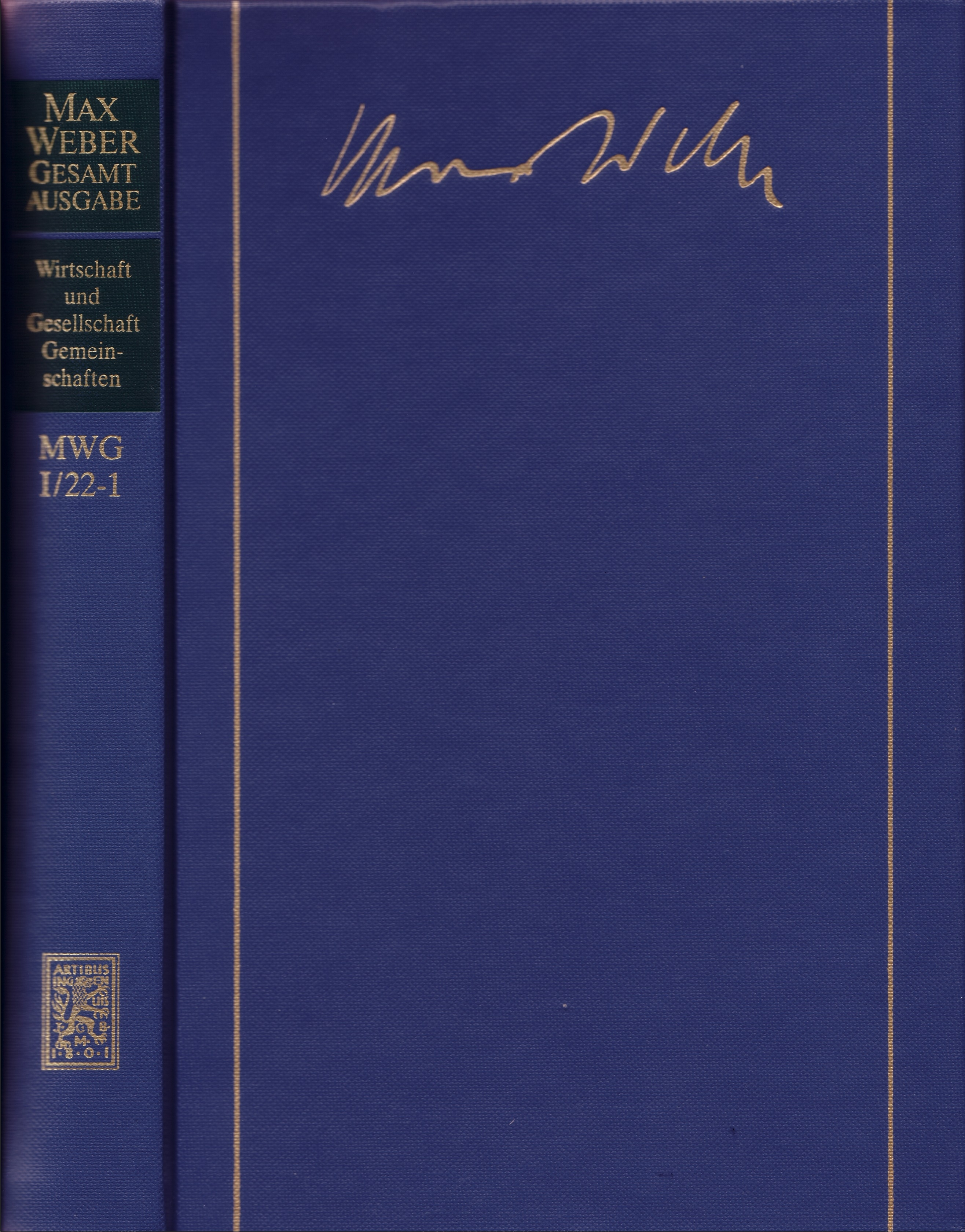
Buchrücken und -deckel von MWG I/22-1 „Wirtschaft und Gesellschaft. Gemeinschaften“ mit aufgeprägtem Namenszug Max Webers

Die Max Weber-Gesamtausgabe (MWG) ist die Edition des vollständigen Werkes von Max Weber (1864–1920) nach historisch-kritischen Grundsätzen.
Webers Werk ist thematisch weit gespannt zu den universalhistorischen Problemen von Wirtschaft und Recht, Religion und Gesellschaft, Staat und Herrschaft; es steht in den Bezügen der nationalökonomischen, historischen und staatswissenschaftlichen Disziplinen seiner Epoche und wurde paradigmatisch für die von ihm mit begründete Soziologie. In ihrer begriffsstrengen und typisierenden Methodik finden seine Schriften weltweit große Beachtung. Seine erstmals vollständig edierten Briefe zeigen ihn als einen streitbaren Gelehrten-Intellektuellen und als eine rigoros selbstbestimmte Persönlichkeit. Seine ebenfalls erstmals präsentierten Vorlesungen vermitteln das Bild eines anspruchsvollen akademischen Lehrers. Die Max Weber-Gesamtausgabe wird von der Bayerischen Akademie der Wissenschaften betreut. Die Edition wurde im Juni 2020 abgeschlossen. Gleichzeitig erfolgte der Auftakt zur Arbeit an der digitalen MWG. Seit 1996/97 wurde Teile der Gesamtausgabe aus dem überregionalen Akademienprogramm gefördert, das von der Union der Akademie der Wissenschaften koordiniert wird.

## Aufbau der MWG
Die MWG gliedert sich in drei Abteilungen:
- Abteilung I: Schriften und Reden
- Abteilung II: Briefe
- Abteilung III: Vorlesungen und Vorlesungsnachschriften

In ihrer Organisation wird die MWG getragen durch einen Herausgeberkreis, durch die Bayerische Akademie der Wissenschaften in München und durch den Verlag Mohr-Siebeck in Tübingen. Zum Herausgeberkreis zählen Soziologen, Historiker und ein Jurist: Horst Baier (1933–2017), Gangolf Hübinger, M. Rainer Lepsius (1928–2014), Wolfgang J. Mommsen (1930–2004), Wolfgang Schluchter und Johannes Winckelmann (1900–1985). Ihm obliegen die wissenschaftliche Gestaltung, die Festlegung der Editionsprinzipien und die Wahl der Bandeditoren. Die Bayerische Akademie der Wissenschaften trägt durch die Kommission für Sozial- und Wirtschaftsgeschichte die Schirmherrschaft. Hier ist die Redaktion der MWG angesiedelt. Der Verlag Mohr-Siebeck bringt seine bestehenden Verlagsrechte ein, besorgt die Herstellung und den internationalen Vertrieb.
In den 1970er und 1980er Jahren wurde erstmals auch sozialwissenschaftlichen Autoren eine Edition nach historisch-kritischen Grundsätzen gewidmet. Karl Marx ist mit der in den 1920er Jahren begründeten „Marx-Engels-Gesamtausgabe“ (MEGA) als eine politisch motivierte Ausnahme anzusehen. Die MWG kann allerdings nicht einfach als eine „bürgerliche“ Antwort auf die MEGA gelten. Wissenschaftsgeschichtlich steht ihre Entstehung im größeren Zusammenhang der kulturellen Umorientierungen der frühen 1970er Jahre. Dazu zählt der Abschied von den fortschrittsfreudigen Modernisierungstheorien ebenso wie die Abkehr von marxistischen Weltdeutungen in den westlichen Industriegesellschaften. Die globalen Probleme dieser Dekade verstärkten das Interesse am Werk Max Webers, das zwar in der Form von „Gesammelten Werken“ vorlag, nicht aber in einer umfassenden Gesamtausgabe, die den wissenschaftlichen Bedürfnissen der Zeit entsprach.
In Auseinandersetzung mit einschlägigen Editionstheorien und Editionsverfahren wurden für die MWG als Grundsätze festgelegt: Primat einer dokumentierenden vor einer interpretierenden Edition; Primat der Textfassungen „letzter Hand“ vor einer überlieferten Erstfassung; Primat des Textes vor dem Autor. Unter diesen Prämissen präsentiert die MWG alle von Max Weber verfassten und mitverfassten Schriften, Briefe und Vorlesungsmanuskripte, ferner die von ihm autorisierten und zum Druck gegebenen Redebeiträge, Schriftstücke sowie von ihm mitunterzeichnete Aufrufe. Liegen mehrere Fassungen eines Textes vor, werden diese mit der Hilfe eines textkritischen Apparates mitgeteilt. Dort, wo eine direkte Überlieferung fehlt, werden Ersatzzeugen berücksichtigt wie Berichte über Reden, Briefwiedergaben durch Dritte oder Vorlesungsnachschriften. Nicht ediert werden Exzerpte, Marginalien, Anstreichungen oder redaktionelle Eingriffe Webers in Texte Dritter.
Die Einzelbände der MWG enthalten eine Einleitung zu werkbiographischen und historischen Kontexten, einen Editorischen Bericht zu Entstehung und Überlieferung der Texte, einen textkritischen Apparat zur Dokumentation von Textentwicklung und Texteingriffen sowie einen Erläuterungsapparat zu Begrifflichkeiten, wissenschaftlichen, politischen oder persönlichen Bezügen, die für das Verständnis der Texte unerlässlich sind, sowie zum Nachweis von Literaturangaben und Zitaten. An Verzeichnissen und Registern enthält die MWG neben Personen- und Sachregistern Biogramme der von Weber genannten Personen, eine Auflistung der von ihm zitierten Literatur und gegebenenfalls ein Glossar zu Namen und Begriffen aus den jeweiligen bandbezogenen Fachgebieten.
Die MWG ist mit insgesamt 47 Bänden inzwischen abgeschlossen. Die ersten Bände erschienen im Jahr 1984. Mit dem Erscheinen des Bandes Praktische Nationalökonomie. Vorlesungen 1895–1899 (Abteilung III, Bd. 2) wurde sie im Juni 2020 abgeschlossen. Die historisch-kritisch aufgearbeiteten Texte (ohne textkritischen und Sacherläuterungsapparat) erscheinen in Auswahl als Max Weber-Studienausgabe (MWS). Neuübersetzungen der Texte Max Webers beruhen zum Teil bereits auf der MWG: die 2011 begonnene arabische Max Weber-Ausgabe, die griechischen, italienischen, französischen und koreanischen Übersetzungen von „Wirtschaft und Gesellschaft“ und weiteren Schriften.

## Auszeichnungen
- Verleihung des Premio Europeo Amalfi per la Sociologia e le Scienze Sociali 1990 an M. Rainer Lepsius und Wolfgang J. Mommsen für die Edition des Briefbandes MWG II/5: „Briefe 1906–1908“, Tübingen 1990.

### Gesamtausgabe und Übersetzungen
- Max Weber-Gesamtausgabe, Tübingen: J.C.B. Mohr (Paul Siebeck) 1984–2020.
- al-Usus al-ʻaqlānīya wa-'s-sūsyūlūğīya li-'l-mūsīqā, Übersetzung von Tarğumat Ḥasan Ṣaqr, Murāğaʻat Faḍlallāh al-ʻUmairī, Munaẓẓama 'l-ʻArabīya li-'t-Tarğama, Bairūt: Markaz Dirāsāt al-Waḥda al-ʻArabīya 2013 (= MWG, I/14).
- al-ʿIlm wa-’s-siyāsa bi-waṣfihumā ḥirfa, Übersetzer: Ğūrğ Kutūra, Serie: Aʿmāl Māks Fībr (1), Markaz Dirāsāt al-Waḥda ’l-ʿArabīya, Baīrūt 2011 (= MWG, I/17).
- Oikonomia kai koinōnia, Übersetzung von Thanasis Giouras, 6 Teile, Athen: Savalas 2005–2011 (= MWG, I/22-1 bis 5, MWG I/23).
- Economia e società: l'economia in rapporto agli ordinamenti e alle forze sociali, Übersetzung von Massimo Palma, 5 Teile, Roma: Donzelli 2003–2012 (= MWG, I/22-1 bis 5).
- La domination, Übersetzung von Isabelle Kalinowski, hrsg. von Yves Sintomer, Paris: La Découverte 2013 (= MWG, I/22-4).
- Koreanische Übersetzung von Wirtschaft und Gesellschaft. Gemeinschaften, Übersetzung von Sung Whan Park, Seoul: Nanam 2009 (= MWG, I/22-1).
- Sulla storia delle società commerciali nel Medioevo (in base a fonti dell’Europa meridionale), Übersetzung von Lucia Udvari, hrsg. von Realino Marra, Roma: Bardi edizioni 2016 (= MWG, I/1).

### Sekundärliteratur
- Max Weber-Gesamtausgabe, Achter Prospekt, Tübingen: Mohr Siebeck 2012, darin: Titel und Inhaltsangabe aller bislang erschienenen Bände.
- Max Weber-Gesamtausgabe, [Erster] Prospekt, Tübingen: J.C.B. Mohr (Paul Siebeck) 1981, darin: Wolfgang Schluchter: Einführung in die Max Weber-Gesamtausgabe, S. 4–15.
- Edith Hanke, Gangolf Hübinger und Wolfgang Schwentker: Die Entstehung der Max Weber Gesamtausgabe und der Beitrag von Wolfgang J. Mommsen, in: Christoph Cornelißen (Hrsg.): Geschichtswissenschaft im Geist der Demokratie. Wolfgang J. Mommsen und seine Generation, Berlin 2010, S. 207–238.
- Gangolf Hübinger: Max Weber und die Zeitgeschichte, Version: 1.0, in: Docupedia-Zeitgeschichte, 4. Dezember 2019 (online), doi:10.14765/zzf.dok-1712
- Gangolf Hübinger: Die Max Weber-Gesamtausgabe. Potenziale einer Großedition. In: Soziopolis, online, 15. Juni 2020
- Dirk Kaesler: Zwei Denker aus Deutschland. Eine deutsch-deutsche Editionsgeschichte. In: Leviathan. Berliner Zeitschrift für Sozialwissenschaft, Heft 4/2008, S. 590–596.
- M. Rainer Lepsius: Die Max Weber-Edition. In: Ders.: Max Weber und seine Kreise. Mohr Siebeck, Tübingen 2016, ISBN 978-3-16-154739-3, S. 275–287.
- Andreas Anter: Kühle Diagnosen, hitzige Debatten, zähe Kämpfe – Die Max Weber Gesamtausgabe liegt nach Jahrzehnten abgeschlossen vor, in: Politische Vierteljahresschrift, 63, S. 549–552 (Open Access auf springerlink).